# 楊恩元
楊恩元（1875年—1952年），字覃生，别号三不惑斋主人，安顺人。清朝政治人物、進士出身。
光緒二十年，中舉；光緒二十一年，登進士，同年五月，以主事分部学习，授禮部祠祭司主事。戊戌變法后辭職。后居鄉不出仕，致力於當地文教。